# フランキ砲

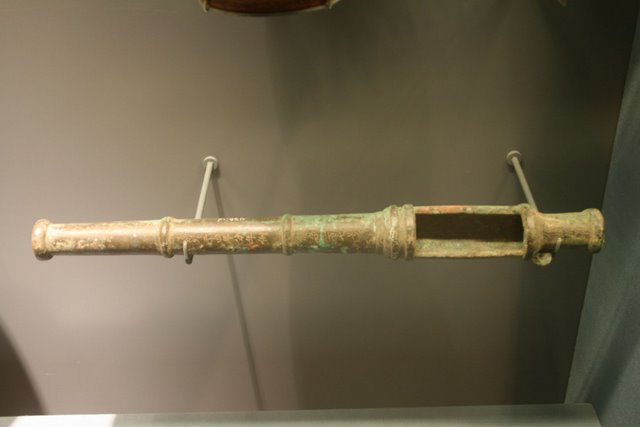
明のフランキ砲（北京 首都博物館蔵）。

フランキ砲（フランキほう）とは、16世紀の大砲の種類で、原始的な後装砲である。フランキとも。主に東アジア史で西洋人によりもたらされた後装砲を意味する用語である。
日本に最初に伝わった大砲ともされる。日本では大友宗麟が使った大砲として知られるが、正確には特定の砲ではなく砲の種類である。
フランキ（仏狼機）とはフランク人（ポルトガル語: Franco、オランダ語: Frank）の転訛で、元来はイスラーム圏からカロリング朝フランク王国によって中世初期に再生された西ローマ帝国後継国家群を指す（フランク・ローマ皇帝を参照。ちなみに東方正教東ローマ帝国圏に対する呼称はローマに語源を有するルーム）。西アジア・南アジア〜中央アジアといったイスラーム・中央ユーラシア勢力経由で西ヨーロッパの知識を得た中国では、特に16世紀になって東シナ海海上交易圏に割り込んできたポルトガル人やスペイン人といったイベリア半島カトリック諸国を意味する言葉となった（「南蛮人」とほぼ同義）。

## 構造と特徴

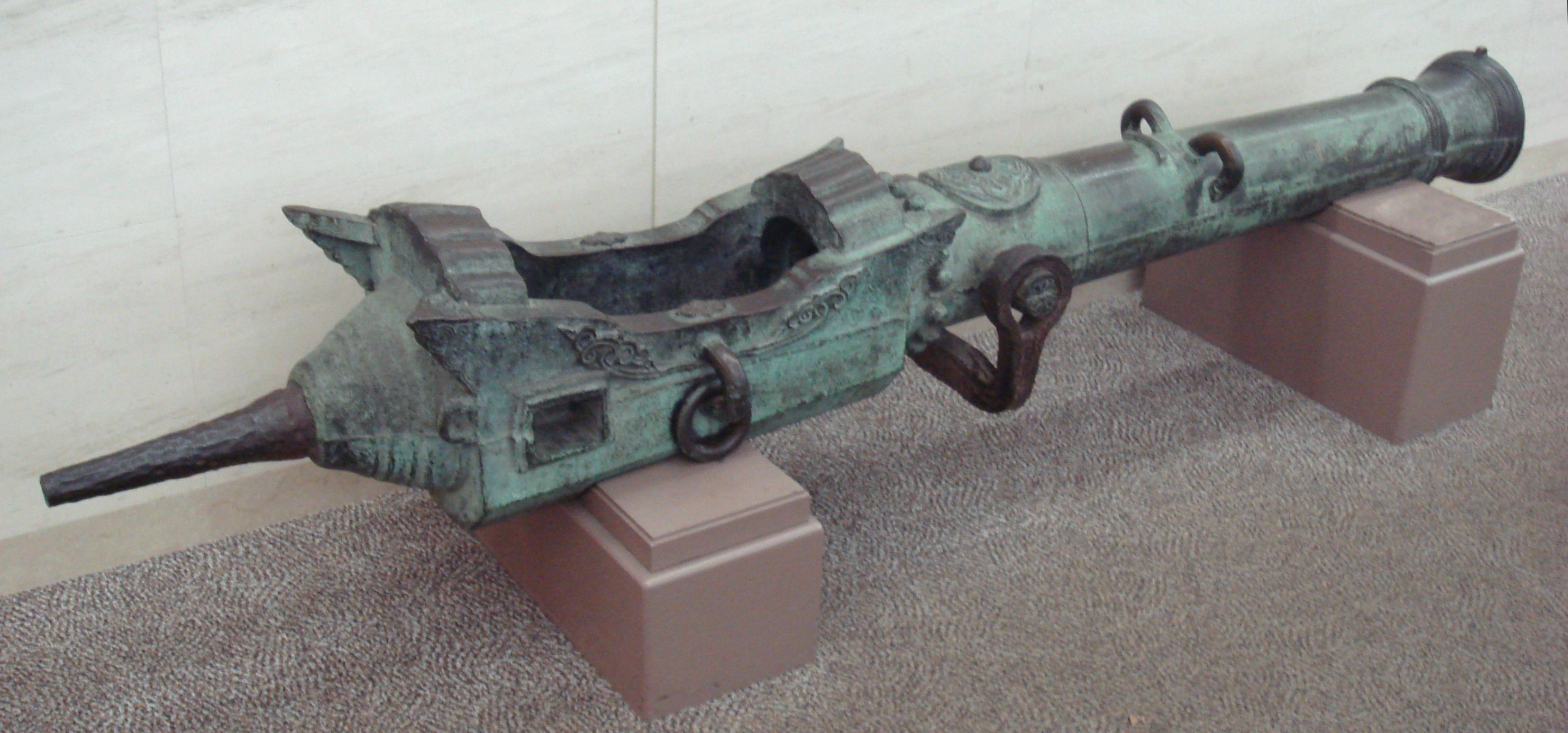
フランキ砲「国崩し」（東京 遊就館蔵）。

現在の後装砲のように砲尾が開閉するのではなく、砲尾上面が大きく開口しており、砲弾と発射薬を中に収めた単装式の弾倉（「装填筒」「副砲」「子砲」「小筒」などと呼ばれる）を挿入し、砲尾側面から木製のペグ（楔）を打ち込むことで砲身へ固定する。この構造から、必然的にプレッシャー（腔圧）が大きくなる大口径砲を作るのにはあまり向かず、西欧では主に小型の旋回砲として用いられている。
あらかじめ装填筒を複数用意することで、前装砲に比べて速射が可能になる利点があったが、その一方で、装填筒による密閉は完全とは言い難く（当時の技術による、工作精度上の問題が大きい）、ガス漏れで威力は低く事故も多かった。
このため、西欧では砲身一体型の鋳造砲に信頼性の点で敗れ、16世紀末には廃れてしまった形式であるが、火砲の普及が遅れたアジアではかなり遅くまで用いられた。
フランキ砲の多くは青銅鋳造の滑腔砲である（ただし、初期には鍛造錬鉄製の砲も多い）。

## 日本への伝来

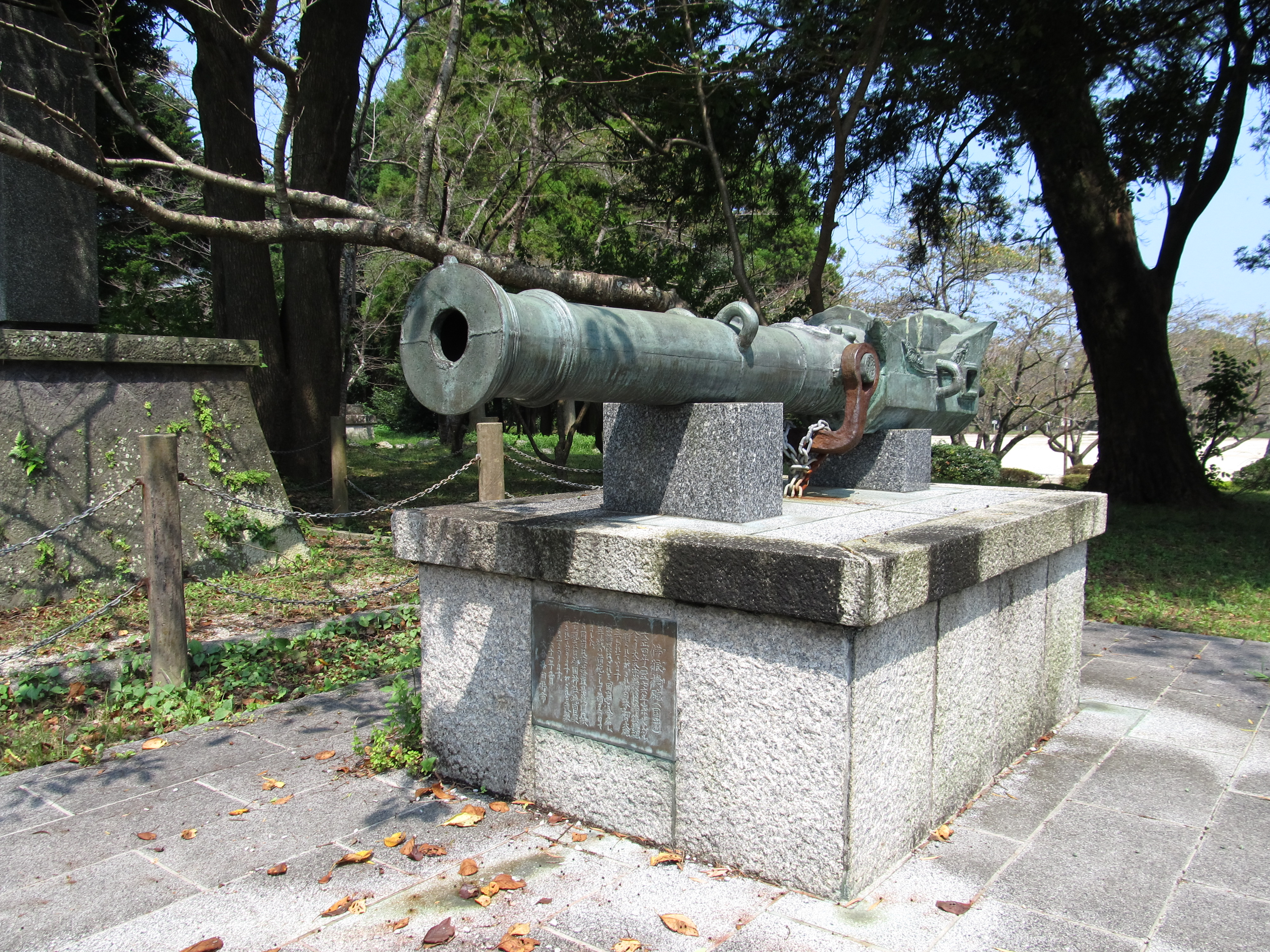
臼杵公園（臼杵城跡）にあるフランキ砲（「国崩し」）のレプリカ

### 「国崩し」
1576年（天正4年）、キリシタン大名の大友宗麟が、日本に布教に来たポルトガル人宣教師達から火縄銃や硝石等と共にフランキ砲を輸入したとされ、日本で最初の大砲といわれる。
砲はインドのゴアで交易品として作られたもので、本来は艦砲用の設計である。
輸入された2門（10門とも）のフランキ砲は、その大きな威力から「国崩し（くにくずし）」と名づけられた。これは「（敵の）国をも崩す」という意味であったものの、配下の中にはこれが「自国を崩す」意味にもつながるとして嫌った者もいたと言われる。果たしてその後大友氏は薩摩の島津氏に蹂躙されることとなった。しかし宗麟の臼杵城篭城の際は、その巨大な砲弾と威力で敵の島津軍を驚かせ、食い止めるのに役立った。
大友氏除国後も、江戸時代を通じて臼杵城本丸に配備されていた。

### 現状
靖国神社が運営する遊就館に実物が展示されている。明治初頭廃藩置県時に国へ献上された。口径9cm、全長290cm。
臼杵城跡地の臼杵公園と大分市歴史資料館に複製が展示されている。
文化露寇によりロシアに略奪され、クンストカメラに展示されている1門は大友宗麟が用いた「国崩し」とされる。